# Gribovskij G-27
Gribovskij G-37 byl sovětský celodřevěný dvoumotorový dolnoplošný cvičný letoun užívaný v období druhé světové války. 
Výroba letounu proběhla v plachtařských dílnách Osoviachim v Tušinu. První prototyp vzlétl roku 1938, letové zkoušky prováděl pilot N. D. Fedosjejev. Stroj byl používán k výcviku osádek bombardovacích letadel.

## Specifikace

### Technické údaje
- Osádka: 3
- Rozpětí: 10,6 m
- Délka: 7 m
- Výška: 2,9 m
- Plocha křídla: 17 m²
- Vlastní hmotnost: 900 kg
- Vzletová hmotnost: 1300 kg
- Pohonná jednotka: 2 × hvězdicový motor Švecov M-11
- Výkon pohonné jednotky: 107 kW

### Výkony
- Maximální rychlost: 240 km/h
- Cestovní rychlost: 205 km/h
- Přistávací rychlost: 90 km/h
- Dostup: 4000 m
- Dolet: 600 km